# Robin Osborne
Robin Grimsey Osborne (né le 11 mars 1957) est un historien britannique de l'Antiquité classique, particulièrement intéressé par la Grèce antique.

## Jeunesse
Il grandit à Little Bromley, fréquentant l'école primaire du comté de Little Bromley, puis la Colchester Royal Grammar School. Il est étudiant au King's College de Cambridge, où il obtient également  un doctorat.

## Carrière universitaire
De 1982 à 1986, Osborne est Junior Unofficial Fellow au King's College de l(Université de Cambridge. En 1986, il rejoint l'Université d'Oxford, d'abord en tant que Fellow à durée déterminée de trois ans au Magdalen College, avant d'être nommé en 1989 maître de conférences en histoire ancienne et membre du Corpus Christi College.
En 2001, Osborne retourne à Cambridge pour occuper le poste de professeur d'histoire ancienne et est nommé membre du King's College. Il est élu membre de la British Academy (FBA) en 2006. La même année, il est élu président du Conseil des départements classiques de l'Université pour un mandat de trois ans ; en 2009, il est réélu pour un deuxième et dernier mandat.
Il est président de la Société pour la promotion des études helléniques de 2002 à 2006. Osborne est rédacteur en chef de World Archaeology, une revue universitaire publiée par Routledge, et est membre des comités de rédaction de plusieurs autres revues renommées, notamment le Journal of Hellenic Studies, le Journal of Mediterranean Archaeology et l'American Journal of Archaeology. Depuis 2016, Osborne est vice-président du conseil de la British School d'Athènes. Osborne est le président du conseil de la faculté des lettres classiques de l'université de Cambridge.
Osborne est l'auteur de manuels sur l'histoire de la Grèce archaïque (Greece in the Making 1200–479 BC ) et sur l'art grec (Archaic and Classical Greek Art). En 2019, il est co-lauréat du prix Runciman pour son livre The Transformation of Athens: Painted Pottery and the Creation of Classical Greece

## Publications
- Osborne, Robin (1985). Demos: the discovery of classical Attika. (1985). Cambridge: Cambridge University Press.
- Osborne, Robin (1987). Classical landscape with figures. The ancient Greek city and its countryside. London: George Philip.
- Osborne, Robin et Alcock, Susan E., Placing the gods: sanctuaries and sacred space in ancient Greece, Oxford, Clarendon Press, 1994 (ISBN 0-19-815060-1)
- Osborne, Robin, Greece in the making, 1200-479 BC, New York, Routledge, 1996 (ISBN 0-415-03583-X)
- Osborne, Robin, Archaic and classical Greek art, Oxford, Oxford University Press, 1998 (ISBN 0-19-284202-1)
- Osborne, Robin et Goldhill, Simon, Performance culture and Athenian democracy, Cambridge, Cambridge University Press, 1999 (ISBN 0-521-64247-7)
- Osborne, Robin et Rhodes, P. J., Greek historical inscriptions: 404-323 BC, Oxford, Oxford University Press, 2003 (ISBN 0-19-815313-9)
- Osborne, Robin, Debating the Athenian cultural revolution, Cambridge, Cambridge University Press, 2007 (ISBN 978-0-521-87916-3)
- Theologies of Ancient Greek Religion, Cambridge, Cambridge University Press, 2016 (ISBN 978-1107153479)
- Osborne, Robin, The Transformation of Athens: Painted Pottery and the Creation of Classical Greece (Martin Classical Lectures), Woodstock, England, Princeton University Press, 2018, 304 p. (ISBN 978-0-691-17767-0)
- Osborne, Robin, The Oxford History of the Archaic Greek World: Volume II: Athens and Attica, Oxford University Press, 2023